# 964
Évszázadok: 9. század – 10. század – 11. század
Évtizedek: 910-es évek – 920-as évek – 930-as évek – 940-es évek – 950-es évek – 960-as évek – 970-es évek – 980-as évek – 990-es évek – 1000-es évek – 1010-es évek
Évek: 959 – 960 – 961 – 962 –  963 – 964 – 965 – 966 – 967 – 968 – 969

## Események

### Bizánci Birodalom
- Előző évi trónra lépését követően II. Niképhorosz császár folytatja az arabok elleni háborút és megkezdi Kilikia meghódítását. Mintegy 40 ezres sereggel elfoglalja Anazarboszt és Adanát, majd ostrom alá veszi Mopszuesztiát, de aztán a közelgő tél miatt feladja az ostromot.
- Miután a szicíliai fátimida kormányzó, Ahmad ibn al-Haszan al-Kalbi ostrom alá vette Romettát, az utolsó bizánci erődöt Szicílián, II. Niképhorosz felmentő sereget küld a városba. Az arabok azonban szétverik a bizánci sereget, Rometta a következő évben kapitulál és Szicília teljes egészében muszlim uralom alá kerül.

### Európa
- Az év elején Ottó német-római császár elfogja II. Berengár volt itáliai királyt és lezártnak tekintve az itáliai háborút, visszatér Németországba.
- Az előző évben elűzött XII. János pápa visszatér Rómába és az elégedetlen római nép segítségével zsinatot hív össze, amely megfosztja trónjától az Ottó által támogatott VIII. Leót és visszahelyezi XII. Jánost egyházfői méltóságába. Leó a császár udvarába menekül.
- Májusban a 27 éves XII. János meghal. Állítólag a szeretője karjaiban kapott szélütést; egy másik verzió szerint szeretője férje kidobta az ablakon. Helyére V. Benedeket választják az egyház élére.
- Júniusban Ottó császár megérkezik Rómához és ostrom alá veszi a várost, amely néhány hét múlva kapitulál. V. Benedeket Hamburgba száműzik és ismét VIII. Leó kerül a pápai trónra.

### Abbászida Kalifátus
- Abd al-Rahmán al-Szúfi perzsa csillagász közzéteszi az Állócsillagok könyve csillagkatalógust.

## Születések
- Burgundiai Berta, II. Róbert francia király felesége

## Halálozások
- május 14. – XII. János, római pápa
- I. Gottfried, alsó-lotaringiai herceg/őrgróf

## Fordítás
- Ez a szócikk részben vagy egészben  a(z)   964 című angol Wikipédia-szócikk ezen változatának fordításán alapul.  Az eredeti cikk szerkesztőit annak laptörténete sorolja fel. Ez a jelzés csupán a megfogalmazás eredetét és a szerzői jogokat jelzi, nem szolgál a cikkben szereplő információk forrásmegjelöléseként.